# Jolanda Verdirosi
Jolanda Verdirosi (Bisceglie, 7 gennaio 1912 – Roma, 4 marzo 1997) è stata un'attrice italiana.

## Biografia
Dopo aver debuttato in teatro, ha partecipato a molti spettacoli di prosa radiofonica; con l'avvento della televisione, ha continuato la carriera nei due decenni successivi partecipando a numerosi sceneggiati televisivi a puntate, tra cui il primo che fu trasmesso in assoluto, Il dottor Antonio.
Tra gli altri sceneggiati particolare rilievo hanno la seconda serie di Giallo club - Invito al poliziesco, con Ubaldo Lay nei panni del tenente Sheridan e Le inchieste del commissario Maigret, con Gino Cervi come protagonista.
Ha lavorato con Peppino De Filippo, con Sergio Tofano e Sandro Bolchi. È morta a Roma il 4 marzo 1997 e riposa al cimitero del Verano nella tomba insieme a Cesare Fantoni.

## Filmografia

### Televisione
- Il dottor Antonio, regia di Alberto Casella (1954)
- Il sogno dello zio, regia di Guglielmo Morandi e Anton Giulio Majano (1956)
- L'imbroglio di Alberto Moravia, regia di Giacomo Vaccari (1959)
- Ottocento, regia di Anton Giulio Majano – miniserie TV (1959)
- Giallo club - Invito al poliziesco, regia di Stefano De Stefani, episodio Sfida alla gang (1960)
- Il piccolo Lord, regia di Vittorio Brignole – miniserie TV (1960)
- Una tragedia americana, regia di Anton Giulio Majano – miniserie TV (1962)
- I miserabili, regia di Sandro Bolchi – miniserie TV (1964)
- La cittadella, regia di Anton Giulio Majano – miniserie TV (1964)
- David Copperfield, regia di Anton Giulio Majano – miniserie TV (1965)
- Le inchieste del commissario Maigret – serie TV, episodio Non si uccidono i poveri diavoli (1966)
- La miliardaria, regia di Giuliana Berlinguer (1972)

## Prosa radiofonica Rai
- Edoardo mio figlio di Robert Morley e Noel Langley, regia di Umberto Benedetto, trasmessa il 29 ottobre 1951.
- Pino il goloso di Enzo Maurri, regia di Umberto Benedetto, trasmessa il 21 dicembre 1951.
- Un ospire di riguardo di Gino Pugnetti, regia di Umberto Benedetto, trasmessa il 19 luglio 1952.
- La scuola dei padri, commedia di Stefano Pirandello, regia di Corrado Pavolini, trasmessa il 24 febbraio 1953.
- Knock o il trionfo della medicina di Jules Romains, regia di Sergio Tofano, trasmessa nel 1953.
- Congedo, tre atti di Renato Simoni, trasmessa il 13 ottobre 1953.
- L'antenato di Carlo Veneziani, regia di Umberto Benedetto, trasmessa il 25 luglio 1955.
- Una visita per Daniele, radiodramma di Alfio Valdarnini, regia di Umberto Benedetto, trasmessa il 10 agosto 1955.
- Erano tutti miei figli di Arthur Miller, regia di Umberto Benedetto, trasmessa il 19 dicembre 1955.
- Il destino di chiamarsi Zadig di Antonio Passaro, regia di Anton Giulio Majano, trasmessa il 18 giugno 1956.

## Varietà radiofonici Rai
- Più di così..., regia di Federico Sanguigni (1977) – seconda edizione